# 276 هـ
276 هـ هي سنة في التقويم الهجري امتدت مقابلةً في التقويم الميلادي بين سنتي 889 و890.

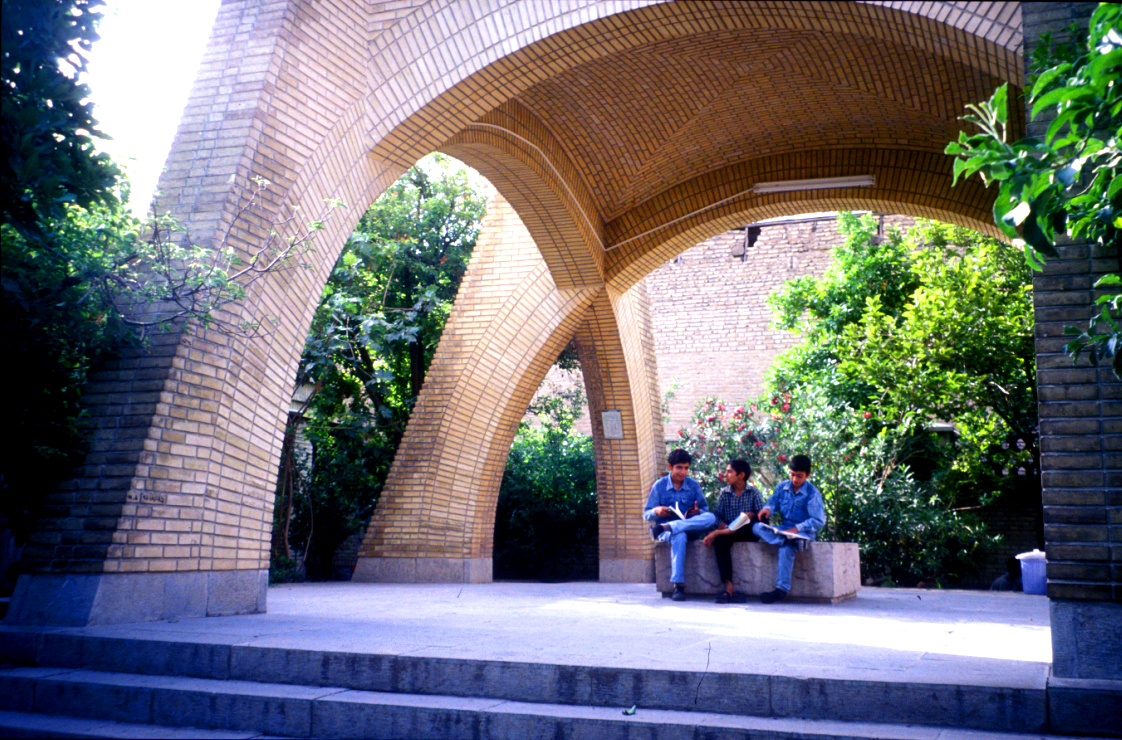
مقام محمد بن خفيف بشيراز، إيران

## أحداث
- وقيعة المدينة

## مواليد
- محمد بن خفيف

## وفيات
- عبد الله بن أحمد التميمي قاضي القيروان في الدولة الأغلبية.
- بقي بن مخلد
- عبد الرحمن بن مروان الجليقي
- محمد بن أحمد بن أبي خلف

- 15 رجب - أبو محمد بن قتيبة المؤرخ العربي.
- ابن قتيبة الدينوري نحوي ولغوي. (ولد 213 هـ).